# Rallye d'Italie-Sardaigne 2014
Le 11e Rallye de Sardaigne est la 6e manche du Championnat du monde des rallyes 2014.

## Résultats

### Classement final
| Rang              | Pilote             | Copilote           | Numéro            | Voiture               | Écurie                      | Temps             | Écart             | Points            |
| Toutes catégories | Toutes catégories  | Toutes catégories  | Toutes catégories | Toutes catégories     | Toutes catégories           | Toutes catégories | Toutes catégories | Toutes catégories |
| ----------------- | ------------------ | ------------------ | ----------------- | --------------------- | --------------------------- | ----------------- | ----------------- | ----------------- |
| 1.                | Sébastien Ogier    | Julien Ingrassia   | 1                 | Volkswagen Polo R WRC | Volkswagen Motorsport       | 4 h 02 min 37 s 8 | --                | 261               |
| 2.                | Mads Østberg       | Jonas Andersson    | 4                 | Citroën DS3 WRC       | Citroën Total Abu Dhabi WRT | 4 h 04 min 00 s 9 | 1 min 23 s 1      | 18                |
| 3.                | Jari-Matti Latvala | Miikka Anttila     | 2                 | Volkswagen Polo R WRC | Volkswagen Motorsport       | 4 h 04 min 10 s 6 | 1 min 32 s 8      | 172               |
| 4.                | Andreas Mikkelsen  | Ola Fløene         | 9                 | Volkswagen Polo R WRC | Volkswagen Motorsport       | 4 h 05 min 17 s 1 | 2 min 39 s 3      | 153               |
| 5.                | Elfyn Evans        | Daniel Barrit      | 6                 | Ford Fiesta RS WRC    | M-Sport WRT                 | 4 h 07 min 19 s 6 | 4 min 41 s 8      | 10                |
| 6.                | Martin Prokop      | Jan Tománek        | 21                | Ford Fiesta RS WRC    | Jipocar Czech National Team | 4 h 08 min 43 s 1 | 6 min 05 s 3      | 8                 |
| 7.                | Henning Solberg    | Ilka Minor         | 16                | Ford Fiesta RS WRC    | Henning Solberg             | 4 h 09 min 53 s 6 | 7 min 15 s 8      | 6                 |
| 8.                | Robert Kubica      | Maciek Szczepaniak | 10                | Ford Fiesta RS WRC    | RK M-Sport                  | 4 h 14 min 56 s 8 | 12 min 19 s 0     | 4                 |
| 9.                | Lorenzo Bertelli   | Mittia Dotta       | 37                | Ford Fiesta RRC       | F.W.R.T.                    | 4 h 17 min 59 s 9 | 15 min 22 s 1     | 2                 |
| 10.               | Khalid Al-Qassimi  | Chris Patterson    | 12                | Citroën DS3 WRC       | RK M-Sport                  | 4 h 19 min 27 s 1 | 16 min 49 s 3     | 1                 |

3, 2, 1 : y compris les 3, 2 et 1 points attribués aux trois premiers de la spéciale télévisée (power stage).

### Spéciales chronométrées
| Étape            | Spéciale | Heure   | Nom                   | Distance | Vainqueur          | Temps         | Leader             |
| ---------------- | -------- | ------- | --------------------- | -------- | ------------------ | ------------- | ------------------ |
| (5 juin)         | ES1      | 21 h 06 | Citta' di Cagliari    | 1,30 km  | Mikko Hirvonen     | 1 min 19 s 1  | Mikko Hirvonen     |
| 2e jour (6 juin) | ES2      | 11 h 35 | Terranova nord 1      | 19,81 km | Thierry Neuville   | 13 min 28 s 1 | Thierry Neuville   |
| 2e jour (6 juin) | ES3      | 12 h 35 | Terranova sud 1       | 12,40 km | Mikko Hirvonen     | 9 min 25 s 2  | Mikko Hirvonen     |
| 2e jour (6 juin) | ES4      | 13 h 08 | Coiluna - Crastazza 1 | 20,29 km | Mads Østberg       | 13 min 22 s 9 | Thierry Neuville   |
| 2e jour (6 juin) | ES5      | 13 h 44 | Loelle 1              | 27,30 km | Jari-Matti Latvala | 18 min 23 s 6 | Jari-Matti Latvala |
| 2e jour (6 juin) | ES6      | 15 h 57 | Terranova nord 2      | 19,81 km | Jari-Matti Latvala | 13 min 01 s 7 | Jari-Matti Latvala |
| 2e jour (6 juin) | ES7      | 16 h 35 | Terranova sud 2       | 12,40 km | Jari-Matti Latvala | 9 min 06 s 1  | Jari-Matti Latvala |
| 2e jour (6 juin) | ES8      | 17 h 30 | Coiluna - Crastazza 2 | 20,29 km | Sébastien Ogier    | 12 min 51 s 9 | Jari-Matti Latvala |
| 2e jour (6 juin) | ES9      | 18 h 06 | Loelle 2              | 27,30 km | Jari-Matti Latvala | 17 min 43 s 8 | Jari-Matti Latvala |
| 3e jour (7 juin) | ES10     | 09 h 19 | Monte Olia 1          | 19,27 km | Jari-Matti Latvala | 13 min 31 s 6 | Jari-Matti Latvala |
| 3e jour (7 juin) | ES11     | 10 h 23 | Monte Lerno 1         | 59,13 km | Sébastien Ogier    | 37 min 15 s 8 | Jari-Matti Latvala |
| 3e jour (7 juin) | ES12     | 16 h 54 | Monte Olia 2          | 19,27 km | Sébastien Ogier    | 13 min 12 s 2 | Jari-Matti Latvala |
| 3e jour (7 juin) | ES13     | 17 h 59 | Monte Lerno 2         | 59,13 km | Sébastien Ogier    | 36 min 38 s 0 | Sébastien Ogier    |
| 4e jour (11 mai) | ES14     | 7 h 39  | Cala Flumini          | 8,98 km  | Mads Østberg       | 5 min 50 s 9  | Sébastien Ogier    |
| 4e jour (11 mai) | ES15     | 9 h 20  | Castelsardo           | 14 km    | Jari-Matti Latvala | 10 min 29 s 7 | Sébastien Ogier    |
| 4e jour (11 mai) | ES16     | 10 h 02 | Tergu Osilo           | 14,88 km | Jari-Matti Latvala | 9 min 48 s 8  | Sébastien Ogier    |
| 4e jour (11 mai) | ES17*    | 12 h 08 | Cala Flumini          | 8,98 km  | Andreas Mikkelsen  | 5 min 39 s 7  | Sébastien Ogier    |

* : Power stage, spéciale télévisée attribuant des points aux trois premiers pilotes

## Classement au championnat après l'épreuve

### Classement des pilotes
Selon le système de points en vigueur, les 10 premiers équipages remportent des points, 25 points pour le premier, puis 18, 15, 12, 10, 8, 6, 4, 2 et 1.
| Rang | Pilote              | Rallyes | Rallyes | Rallyes | Rallyes | Rallyes | Rallyes | Rallyes | Rallyes | Rallyes | Rallyes | Rallyes | Rallyes | Rallyes | Total points |
| Rang | Pilote              | MON     | SUE     | MEX     | POR     | ARG     | ITA     | POL     | FIN     | GER     | AUS     | FRA     | ESP     | GBR     | Total points |
| ---- | ------------------- | ------- | ------- | ------- | ------- | ------- | ------- | ------- | ------- | ------- | ------- | ------- | ------- | ------- | ------------ |
| 1er  | Sébastien Ogier     | 272     | 8       | 283     | 283     | 213     | 261     | -       | -       | -       | -       | -       | -       | -       | 138          |
| 2e   | Jari-Matti Latvala  | 133     | 272     | 202     | 2       | 261     | 172     | -       | -       | -       | -       | -       | -       | -       | 105          |
| 3e   | Mads Østberg        | 12      | 183     | 2       | 161     | Ab      | 18      | -       | -       | -       | -       | -       | -       | -       | 66           |
| 4e   | Andreas Mikkelsen   | 6       | 18      | 0       | 12      | 12      | 153     | -       | -       | -       | -       | -       | -       | -       | 48           |
| 5e   | Mikko Hirvonen      | Ab      | 131     | 51      | 18      | 42      | Ab      | -       | -       | -       | -       | -       | -       | -       | 40           |
| 6e   | Elfyn Evans         | 8       | Ab      | 12      | 0       | 6       | 10      | -       | -       | -       | -       | -       | -       | -       | 36           |
| 7e   | Kris Meeke          | 161     | 1       | Ab      | Ab      | 15      | -       | -       | -       | -       | -       | -       | -       | -       | 32           |
| 8e   | Thierry Neuville    | Ab      | 0       | 15      | 6       | 10      | 0       | -       | -       | -       | -       | -       | -       | -       | 31           |
| 9e   | Martin Prokop       | Ab      | Ab      | 10      | 8       | 4       | 8       | -       | -       | -       | -       | -       | -       | -       | 30           |
| 10e  | Henning Solberg     | -       | 6       | -       | 10      | -       | 6       | -       | -       | -       | -       | -       | -       | -       | 22           |
| 11e  | Bryan Bouffier      | 18      | -       | -       | -       | -       | -       | -       | -       | -       | -       | -       | -       | -       | 18           |
| 12e  | Robert Kubica       | Ab      | 0       | Ab      | Ab      | 8       | 4       | -       | -       | -       | -       | -       | -       | -       | 12           |
| 13e  | Ott Tänak           | -       | 10      | 0       | Ab      | 0       | 0       | -       | -       | -       | -       | -       | -       | -       | 10           |
| 14e  | Beníto Guerra       | -       | -       | 8       | -       | -       | -       | -       | -       | -       | -       | -       | -       | -       | 8            |
| 15e  | Chris Atkinson      | -       | -       | 6       | -       | -       | -       | -       | -       | -       | -       | -       | -       | -       | 6            |
| 16e  | Jaroslav Melicharek | 4       | -       | -       | -       | -       | 0       | -       | -       | -       | -       | -       | -       | -       | 4            |
| 17e  | Pontus Tidemand     | -       | 4       | -       | 0       | -       | -       | -       | -       | -       | -       | -       | -       | -       | 4            |
| 18e  | Juho Hänninen       | -       | -       | -       | 4       | -       | Ab      | -       | -       | -       | -       | -       | -       | -       | 4            |
| 19e  | Nasser Al-Attiyah   | -       | -       | -       | 2       | 1       | Ab      | -       | -       | -       | -       | -       | -       | -       | 3            |
| 20e  | Lorenzo Bertelli    | -       | -       | -       | -       | -       | 2       | -       | -       | -       | -       | -       | -       | -       | 2            |
| 21e  | Matteo Gamba        | 2       | -       | -       | -       | -       | -       | -       | -       | -       | -       | -       | -       | -       | 2            |
| 22e  | Craig Breen         | -       | 2       | -       | -       | -       | -       | -       | -       | -       | -       | -       | -       | -       | 2            |
| 23e  | Yuriy Protasov      | 1       | 0       | 1       | 0       | Ab      | 0       | -       | -       | -       | -       | -       | -       | -       | 2            |
| 24e  | Jari Ketomaa        | -       | 0       | -       | 1       | 0       | -       | -       | -       | -       | -       | -       | -       | -       | 1            |
| 24e  | Khalid Al Qassimi   | -       | -       | -       | -       | -       | 1       | -       | -       | -       | -       | -       | -       | -       | 1            |

| Couleur | Résultat                                                         |
| ------- | ---------------------------------------------------------------- |
| Or      | Vainqueur                                                        |
| Argent  | 2e place                                                         |
| Bronze  | 3e place                                                         |
| Vert    | Classé, dans les points                                          |
| Bleu    | Classé, hors des points Non classé (Nc.)                         |
| Mauve   | Abandon (Ab.) Retrait (Re.)                                      |
| Noir    | Disqualifié (Dq.)                                                |
| Blanc   | N'a pas pris le départ (Np.) Forfait (Forf.) Épreuve annulée (A) |
| Aucune  | N'a pas participé (-)                                            |

3, 2, 1 : y compris les 3, 2 et 1 points attribués aux trois premiers de la spéciale télévisée (power stage).

### Classement des constructeurs
| Rang | Équipe                                   | Rallyes | Rallyes | Rallyes | Rallyes | Rallyes | Rallyes | Rallyes | Rallyes | Rallyes | Rallyes | Rallyes | Rallyes | Rallyes | Total points |
| Rang | Équipe                                   | MON     | SUE     | MEX     | POR     | ARG     | ITA     | POL     | FIN     | GER     | AUS     | FRA     | ESP     | GBR     | Total points |
| ---- | ---------------------------------------- | ------- | ------- | ------- | ------- | ------- | ------- | ------- | ------- | ------- | ------- | ------- | ------- | ------- | ------------ |
| 1er  | Volkswagen Motorsport                    | 37      | 35      | 43      | 29      | 43      | 40      | -       | -       | -       | -       | -       | -       | -       | 227          |
| 2e   | Citroën Total Abu Dhabi World Rally Team | 33      | 23      | 4       | 15      | 15      | 19      | -       | -       | -       | -       | -       | -       | -       | 109          |
| 3e   | M-Sport World Rally Team                 | 8       | 14      | 18      | 20      | 8       | 10      | -       | -       | -       | -       | -       | -       | -       | 78           |
| 4e   | Volkswagen Motorsport II                 | 10      | 16      | 2       | 12      | 12      | 12      | -       | -       | -       | -       | -       | -       | -       | 64           |
| 5e   | Hyundai Shell World Rally Team           | 0       | 8       | 23      | 14      | 10      | 2       | -       | -       | -       | -       | -       | -       | -       | 57           |
| 6e   | Jipocar Czech National Team              | 0       | 0       | 10      | 10      | 4       | 8       | -       | -       | -       | -       | -       | -       | -       | 32           |
| 7e   | RK M-Sport World Rally Team              | 0       | 4       | 0       | 0       | 8       | 6       | -       | -       | -       | -       | -       | -       | -       | 18           |
| 8e   | Hyundai MotorSport N                     | -       | -       | -       | 0       | -       | 4       | -       | -       | -       | -       | -       | -       | -       | 4            |

## Lien connexe
- Championnat du monde des rallyes 2014